# Textverstehensforschung
Die Textverstehensforschung ist ein Begriff aus der Literatur- und Sprachwissenschaft und beschäftigt sich mit dem Prozess des Textverstehens.

## Annahmen
Die Grundannahme der Textverstehensforschung lautet, dass bei der Verarbeitung von schriftlich vorgegebenen Geschichten unterschiedliche, und zwar mindestens drei kognitive Repräsentationen aufgebaut werden:
- Repräsentation von Textoberflächenmerkmale. Diese Ebene betrifft einzelne Formulierungen.
- Repräsentation der Textbasis – des semantischen Gehalts in Form der propositionalen Struktur der Geschichte. Auf dieser Ebene werden nur explizite Bedeutungen und explizite Verknüpfungen zwischen Sätzen angeschaut. Wer zum Beispiel die Sätze „Ein Mann verletzt sich. Der Mann hatte große Schmerzen.“ liest, baut über das tatsächlich vorkommende Wort „Mann“ eine Verknüpfung zwischen beiden Sätzen auf. Der Leser geht davon aus, dass der Mann in beiden Sätzen derselbe ist.
- nicht textbasiertes Situationsmodell.[1] Diese Stufe geht über die expliziten Aspekte hinaus. Liest man zum Beispiel den Satz „Ein Mann verletzt sich. Ein Krankenwagen kam.“, so gibt es in diesem Satzpaar keinen expliziten Zusammenhang zwischen den beiden Sätzen. Der Leser schließt aber darauf, dass der Krankenwagen wegen der Verletzung kommt und stellt so einen Zusammenhang zwischen den beiden Sätzen her. Dabei handelt es sich um einen impliziten Zusammenhang.